# Agrostis fusca
Agrostis fusca é uma espécie de gramínea do gênero Agrostis, pertencente à família Poaceae.